# Elwir
Elwir – imię męskie, wywodzące się od imienia Elwira, jako jego męski odpowiednik.
Elwir imieniny obchodzi: 27 stycznia, 10 lutego, 14 czerwca, 25 sierpnia i 21 listopada (wtedy kiedy Elwira)
Odpowiednik żeński: Elwira
Znane osoby noszące imię Elwir:
- Elvir Laković Laka — piosenkarz bośniacki
- Michał Elwiro Andriolli — polski rysownik, ilustrator i malarz.